# Union mathématique africaine
L'Union mathématique africaine (UMA) (ou African Mathematical Union en anglais) est une organisation africaine consacrée au développement des mathématiques en Afrique. Elle est affiliée à l'Union mathématique internationale.

## Histoire et structure
L'Union mathématique africaine est fondée en 1976 à Rabat au Maroc, lors du premier Congrès panafricain des mathématiciens (en), avec Henri Hogbe Nlend comme premier président.  Une autre figure clé à cette période était George Saitoti mathématicien kényan.
En 1986, quatre commissions sont créées :
- commission sur l'histoire des mathématiques en Afrique
- commission sur les femmes et les mathématiques en Afrique (en anglais, African Mathematical Union Commission on Women in Mathematics in Africa ou AMUCWMA), présidée depuis 2009 par Marie Françoise Ouedraogo.
- commission sur l'enseignement des mathématiques et les nouvelles technologies
- commission sur les olympiades panafricaines de mathématiques[2].

Ces olympiades sont destinées aux « élèves du niveau baccalauréat au plus, n’ayant pas encore intégré l’enseignement supérieur ou tout enseignement équivalent, et qui sont âgés de moins de vingt ans ». Elles sont organisées chaque année dans un pays africain différent.

## Personnalités de l'UMA
- Henri Hogbe Nlend, premier président (1976-1986).
- Nouzha El Yacoubi, présidente (2017-2022)
- Basile Guy Richard Bossoto, président depuis 2023[4].
- Aderemi Kuku

## Afrika Matematika
Depuis 1978, l'UMA publie la revue scientifique Afrika Matematika,. Le rédacteur en chef en 2023 est le mathématicien africain du Sud Jacek Banasiak de l'université de Pretoria.